# Marais du Val d'Ainan
Marais du Val d'Ainan este o arie protejată (sit de importanță comunitară — SCI) din Franța întinsă pe o suprafață de 247 ha, integral pe uscat.

## Localizare
Centrul sitului Marais du Val d'Ainan este situat la coordonatele 45°26′07″N 5°35′52″E / 45.4352°N 5.59774°E.

## Înființare
Situl Marais du Val d'Ainan a fost declarat arie specială de conservare în baza directivei 92/43 din 1992 referitoare la conservarea habitatelor naturale și a faunei și florei sălbatice pentru a proteja 1 specie de plante și 18 specii de animale.

## Biodiversitate
Situată în ecoregiunea continentală, aria protejată conține 10 habitate naturale: Pajiști cu Molinia pe soluri calcaroase, turboase sau argilos-nămoloase (Molinion caeruleae), Mlaștini alcaline, Păduri aluvionare cu Alnus glutinosa și Fraxinus excelsior (Alno-Padion, Alnion incanae, Salicion albae), Fânețe de joasă altitudine (Alopecurus pratensis, Sanguisorba officinalis), Liziere de ierburi înalte hidrofile de câmpie și de nivel montan până la alpin, Mlaștini calcaroase cu Cladium mariscus și specii de Caricion davallianae, Mlaștini împădurite, Păduri de stejar sau de stejar și carpen sub-atlantice și medio-europene de Carpinion betuli, Cursuri de apă de la nivel de câmpie la nivel montan, cu vegetație Ranunculion fluitantis și Callitricho-Batrachion, Pajiști uscate seminaturale și facies de acoperire cu tufișuri pe substraturi calcaroase (Festuco-Brometalia) (* situri importante pentru orhidee).
La baza desemnării sitului se află mai multe specii protejate:
- plante (1): moșișoare (Liparis loeselii)
- amfibieni (2): izvoraș-cu-burta-galbenă (Bombina variegata), triton cu creastă (Triturus cristatus)
- mamifere (6): liliac cârn (Barbastella barbastellus), liliac cu urechi mari (Myotis bechsteinii), liliac cu urechi de șoarece (Myotis blythii), liliac comun (Myotis myotis), liliacul mare cu potcoavă (Rhinolophus ferrumequinum), liliacul mic cu potcoavă (Rhinolophus hipposideros)
- nevertebrate (8): Austropotamobius pallipes, Coenagrion mercuriale, fluturele de noapte (Eriogaster catax), fluturele purpuriu (Lycaena dispar), Phengaris nausithous, Phengaris teleius, Vertigo angustior, Vertigo moulinsiana
- pești (2): zglăvoacă (Cottus gobio), cicar (Lampetra planeri)

Pe lângă speciile protejate, pe teritoriul sitului au mai fost identificate 8 specii de plante, 5 specii de păsări, 2 specii de amfibieni, 3 specii de mamifere, 8 specii de nevertebrate.